# 小頭黃鯽
小頭黃鯽（学名：Setipinna breviceps）為輻鰭魚綱鲱形目鳀科的其中一種，分布於中西太平洋區的印尼蘇門答臘、婆羅洲海域，本魚頭短，背部略微隆起，下頷較長，口斜，臀鰭長，延伸至尾柄，臀鰭軟條59-64，體長可達24公分，棲息在沿海、河口，會進行洄游，可作為食用魚。

## 擴展閱讀
維基物種上的相關：小頭黃鯽